# Psilaster charcoti
Psilaster charcoti är en sjöstjärneart som först beskrevs av Jean Baptiste François René Koehler 1906.  Psilaster charcoti ingår i släktet Psilaster och familjen kamsjöstjärnor. Inga underarter finns listade i Catalogue of Life.